# 大阪市電気局200形電車

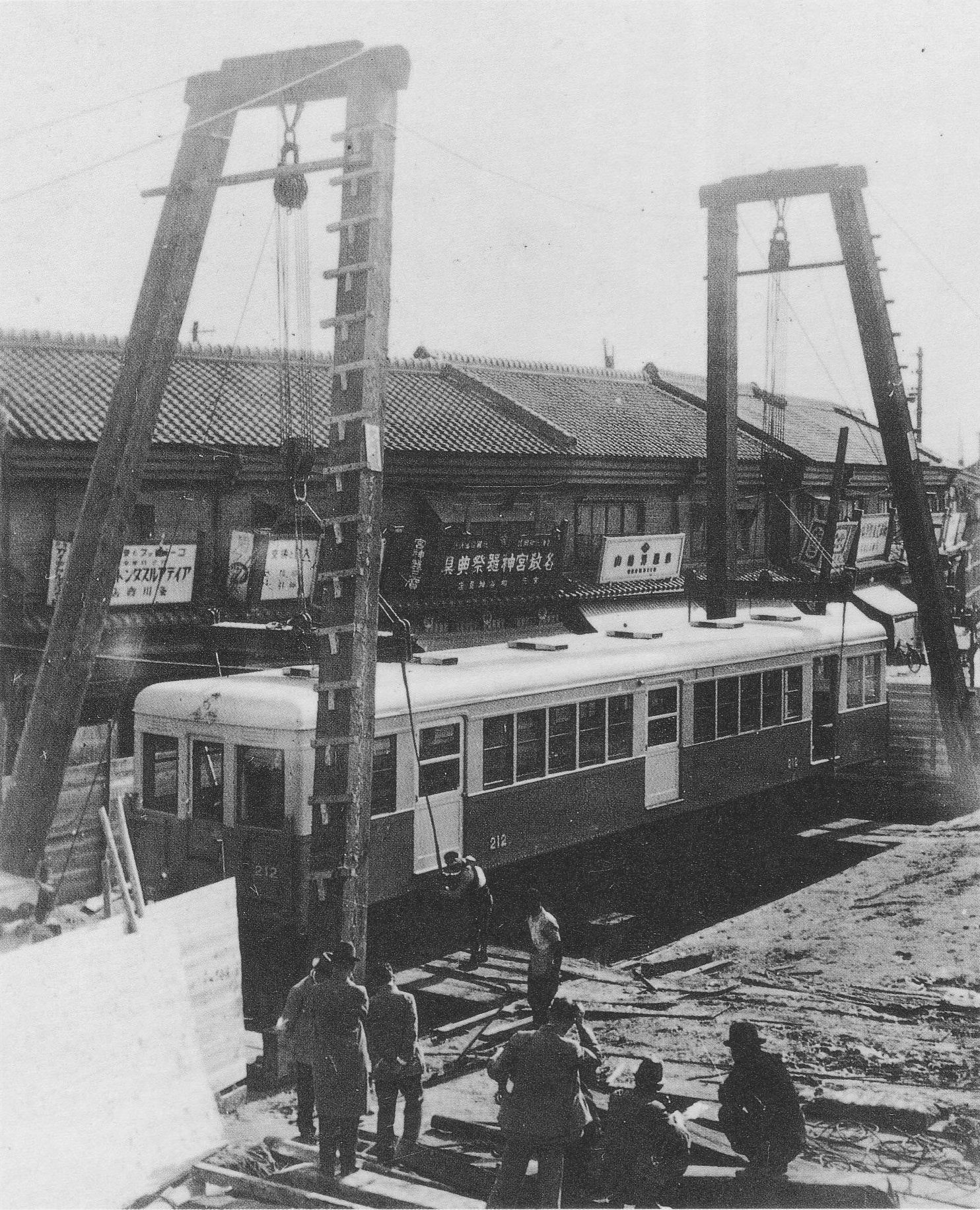
地下に搬入中の212

大阪市電気局200形電車（おおさかしでんききょく200がたでんしゃ）は、大阪市電気局（のちの大阪市交通局）が1935年および1936年に製造した通勤形電車である。

## 概要
大阪市営地下鉄1号線（現・御堂筋線）の難波延長と2両編成運転実施に備え、201～204が川崎車輛で、205～208が日本車輌製造本店で1935年に製造され、続いて209～213が日本車輌製造本店で1936年に製造された。

## 車体
基本設計は100形に準じるが、1936年製の209以降については構体の組み立て方法が変更され、リベットが廃止されて全溶接構造となった。
車内は100形で設置されていた座席両端のスタンションポールが廃止され、更に209以降では内装各部の握り棒に施されていた琺瑯加工が省略され、アルマイト加工された軽合金製材料に変更された。
なお、本形式より前面への車番表記が実施され、既存の100形についても追加取り付けが本形式就役と前後して実施されている。

## 主要機器
主電動機は従来の芝浦製作所製SE-146と同一スペックではあるが、川崎車輛製のK-2304-Aを採用した。当時、川崎は三菱電機製MB-146SFRの同等品をK7-1253-ARとして製造するなど、戦時体制の進行と共に本来のメーカーから供給を受けることが次第に困難となりつつあった電動機の同等品を各社に供給しており、これもその一環であった。 これに対し、主制御器は東洋電機製造製ES-512B、台車は住友金属工業製KS-63L、それにブレーキは三菱造船製U-5自在弁によるAMU自動空気ブレーキ、と100形とほぼ同等の機器構成である。

## 運用
新造以来、戦前、戦中を通じて100形などと共通運用された。
戦後は全室運転台化工事の対象外とされ、片隅運転台のままとされたため、長編成化が進むにつれて中間車として使用される様になり、最終期には車庫内での入れ替え時を除き、運転台が使用されることはなかった。
戦後は100形などと同様、下記の改良工事が随時実施されている。
車内中央スタンションポールの撤去
扉上部への水切り追加
貫通幌の装着
尾灯の追加
扇風機の設置および放送装置の再設置
塗装変更
電磁直通ブレーキへの改造
スピードアップ改造
車内照明の蛍光灯化

## 終焉
1970年の日本万国博覧会に向けての1号線輸送力増強の一環として、1号線在籍の旧型車は新造の30系で置き換えられることとなり、他車同様、1969年秋までに運用終了し、全車廃車された。